# Hylemya detracta
Hylemya detracta är en tvåvingeart som först beskrevs av Walker 1853.  Hylemya detracta ingår i släktet Hylemya och familjen blomsterflugor. Inga underarter finns listade i Catalogue of Life.